# Terence Winter
Pour les articles homonymes, voir Winter.
Terence Winter, né en 1960 à Brooklyn, est un producteur et scénariste américain. Il est notamment connu pour être le créateur de la série télévisée Boardwalk Empire. Il a également participé à la série Les Soprano.
Il a reçu l'Emmy du meilleur scénario pour une série dramatique 2004 pour l'épisode Long Term Parking et 2006 pour l'épisode Members Only des Soprano.

## Filmographie
Sauf indication contraire, les informations mentionnées dans cette section peuvent être confirmées par la base de données cinématographiques IMDb,  présente dans la section « Liens externes ».

### Scénariste

#### Cinéma
- 2005 :  Réussir ou mourir (Get Rich or Die Tryin') de Jim Sheridan
- 2007 : Brooklyn Rules de Michael Corrente
- 2013 : Le Loup de Wall Street (The Wolf of Wall Street) de Martin Scorsese
- 2015 : The Audition (en) (court métrage) de Martin Scorsese
- 2024 : Bob Marley: One Love de Reinaldo Marcus Green

#### Télévision
- 1995 : The Cosby Mysteries - 2 épisodes
- 1995 : The Great Defender - 1 épisode
- 1995-1998 : Xena, la guerrière (Xena: Warrior Princess) - 3 épisodes
- 1996 : Les Nouvelles Aventures de Flipper le dauphin (Flipper) - 1 épisode
- 1996-1997 : Sister, Sister - 13 épisodes
- 1998 : Diagnostic : Meurtre (Diagnosis Murder) - 1 épisode
- 2000-2007 : Les Soprano (The Sopranos) - 25 épisodes
- 2010-2014 : Boardwalk Empire - 56 épisodes (également créateur)
- 2016 : Vinyl - 10 épisodes (également créateur)
- 2022-2023 : Tulsa King - 2 épisodes

#### Jeu vidéo
- 2005 : 50 Cent: Bulletproof

### Producteur
- 1995-1996 : Les Nouvelles Aventures de Flipper le dauphin (Flipper) (série TV) - 7 épisodes
- 1997 : Sister, Sister (série TV) - 9 épisodes
- 2000 : Les Stubbs (The PJs) (série TV) - 1 épisode
- 2000-2007 : Les Soprano (The Sopranos) - 73 épisodes
- 2007 : Brooklyn Rules de Michael Corrente
- 2010-2014 : Boardwalk Empire (série TV) - 56 épisodes
- 2016 : Vinyl (série TV) - 10 épisodes
- 2022-2023 : Tulsa King (série TV) - 9 épisodes

### Réalisateur
- 2007 : Les Soprano (The Sopranos) - saison 6, épisode 17

### Acteur
- 2000-2004 : Les Soprano (The Sopranos) - 3 épisodes : Tom Amberson

## Distinctions

### Récompenses
- Central Ohio Film Critics Association Awards 2014 : Meilleur scénario adapté pour Le Loup de Wall Street

### Nominations
- Oscars 2014 : Meilleur scénario adapté pour Le Loup de Wall Street